# Andy Fusco
Andrew L. „Andy“ Fusco (31. Januar 1948 in Elizabeth, New Jersey – 5. April 2021) war ein US-amerikanischer Jazzmusiker (Altsaxophon).

## Leben und Wirken
Fusco wuchs in New Jersey auf. Er kam durch seine Mutter, die als Pianistin arbeitete, zur Musik und spielte von früh auf Saxophon. Nach dem Studium an der Syracuse University spielte er einige Zeit in einer semiprofessionellen Footballmannschaft.
Von 1978 bis 1983 gehörte Fusco der Buddy Rich Big Band an, außerdem tourte er mit Gerry Mulligan und Mel Lewis. Sein erstes Album als Bandleader Big Man's Blue erschien 1996, drei Jahre später folgte Out of the Dark. Als Sideman nahm er u. a. mit Buddy Rich, Danny D’Imperio, John Pizzarelli und Steve Smith auf. Seit 2016 spielte er noch fünf Alben für SteepleChase Records ein. Im Bereich des Jazz war er laut Tom Lord zwischen 1978 und 2017 an 46 Aufnahmesessions beteiligt, zuletzt bei Joe Magnarellis Album Magic Trick.
Seit 1988 lehrte Fusco Jazz als Professor an der Musikfakultät der Kean University in New Jersey.

## Diskografische Hinweise
- Big Man's Blue (1996), mit Billy Drummond, John Goldsby, Renee Rosnes, Walt Weiskopf, 1996
- Out of the Dark (Criss Cross Jazz, 1998), mit Billy Drummond, Joe Magnarelli, Peter Washington, Joel Weiskopf
- Walt Weiskopf, Andy Fusco: Tea for Two (Criss Cross Jazz, 2005), mit Joel Weiskopf, Paul Gill,  Billy Drummond
- Whirlwind (SteepleChase, 2016), mit Joel Weiskopf, John Mosca, Dennis Irwin, Billy Drummond
- Joy-Riding (SteepleChase, 2017), mit Walt Weiskopf, Joel Weiskopf, Mike Karn, Jason Tiemann
- Turmoil (SteepleChase, 2018), mit John Hart, Bill Moring, Rudy Petschauer
- Vortex (SteepleChase, 2019), mit Walt Weiskopf, John Mosca, Joe Magnarelli, Peter Zak, Mike Kahn, Jason Tiemann
- Remembrance (SteepleChase, 2020), mit Joe Magnarelli, Peter Zak, David Wong, Jason Tiemann